# Cycas siamensis
Cycas siamensis — вид голонасінних рослин класу саговникоподібні (Cycadopsida).
Етимологія: від зростання в Таїланді, відомого як Королівство Сіам, коли цей вид був описаний.

## Опис
Стовбури від деревовидих до безстеблевих, до 1,5 м заввишки, 14–20 см діаметром у вузькому місці. Листки від яскраво-зелених до темно-зелених, напівглянсові, довжиною 60–120 см. Пилкові шишки вузькояйцевиді, помаранчеві, коричневі, довжиною 10–24 см, 5–7,5 см діаметром. Мегаспорофіли 6–11 см завдовжки, коричнево-повстяні. Насіння майже кулясте, 30–37 мм завдовжки, 26–37 мм завширшки; саркотеста жовта, не вкрита нальотом, товщиною 2–3 мм.

## Поширення, екологія
Країни поширення: М'янма; Таїланд; В'єтнам. Був записаний до 300 м над рівнем моря. Цей вид зустрічається в сезонно сухих мусонних лісах з теплим, вологим і дощовим сезоном, після чого йде гарячий сезон посухи. Ця рослинність схильна до пожеж. У Таїланді рослини ростуть на вапнякових ґрунтах і в ущелинах вапнякових валунів. У В'єтнамі рослини ростуть на піщаному, кам'янистому ґрунті на порушених пасовищах або в підліску сухих, кам'янистих, відкритих лісових формацій.

## Загрози та охорона
Страждає через вирубку лісів у сільськогосподарських цілях, і це призвело до різкого зниження придатних місць існування. Крім того, занадто часті пожежі, також впливають на середовище існування. Цей вид також зібраний для продажу як декоративна рослина. Хоча його середовище проживання постійно скорочується, великі групи населення залишаються, і він не перебуває під безпосередньою загрозою зникнення. Популяції цього виду охороняються у англ. Yok Don National Park in Viet Nam.